# Albitofir
Albitofir – nazwa skały o podwójnym znaczeniu.
Pierwsze, to skała magmowa wylewna, składająca się głównie z fenokryształów albitu tkwiących w mikrokrystalicznym albitowym cieście skalnym, w bardzo małej ilości może zawierać schlorytyzowane minerały ciemne oraz skupione w geodach kwarce i węglany.
Drugie, to zmieniona hydrotermalnie kwaśna, obojętna lub nawet zasadowa skała wylewna lub hipabysalna; powstała w wyniku intensywnych hydrotermalnych przeobrażeń.